# Мерлуза
Мерлузата (Merluccius merluccius), известна още като европейска мерлуза, европейски хек или само хек, е вид риба от семейство Мерлузови (Merlucciidae).

## Таксономия
Видът е описан за първи път от Карл Линей през 1758 г. 

## Разпространение
Европейската мерлуза се среща в Средиземно море, Северно море и източната част на Атлантическия океан между Исландия и Мавритания. Един екземпляр от европейска мерлуза е уловен по време на научно-изследователска експедиция (организирана от Института по океанология при БАН) през юли 2023 г. в Черно море (в акваторията южно от нос Емине, на дълбочина 22 m).

## Описание и начин на живот
Мерлузата може да достигне на дължина до 140 cm, при тегло от 15 кг.
Тя е нощен хищник, който през деня стои на пясъчното или кално дъно, на дълбочина обикновено между 30 и 400 m, по-рядко на дълбочина до 1000 m. Младите мерлузи се хранят с ракообразни, но веднага щом пораснат започват да се хранят с малки и средни по размер риби и главоноги. Възрастните проявяват канибалско поведение, ядейки по-малките членове на собствения си вид.